# 臼井琢也
臼井 琢也（うすい たくや、1975年2月13日 - ）は、日本の俳優。東京都東大和市出身。血液型はO型。身長171cm。劇団BQMAP所属（1996年入団）。特技は殺陣、バレエ。趣味はタップダンス、園芸。
「踊るお兄さん」になりたくて高校卒業後、劇団青年座研究所に入学。
ペットで兎（名前：長子　呼び名：ちょうさん）を飼っている。

## 主な出演作品

### 舞台
- 立ち廻り稽古会「和太刀」参加
- ロックミュージカル『BLEACH』The Dark of The Bleeding Moon - 斑目一角 役
- ロックミュージカル『BLEACH』The LIVE 卍解SHOW code:001 - 斑目一角 役
- ロックミュージカル『BLEACH』No Clouds in the Blue Heavens - 斑目一角 役
- ファンカスキャンパーズ009「オフ・ザ・レコード」
- ROCK MUSICAL BLEACH the ALL - 斑目一角 役
- ROCK MUSICAL BLEACH the LIVE 卍解SHOW code:002 - 斑目一角 役
- ROCK MUSICAL BLEACH the LIVE 卍解SHOW code:003 - 斑目一角 役

### CD
- ドラマCD 「TAKETORI」（月人）

### CM
- UCC「BREAK」（地獄大好き編/鬼ギャル編）
- 「iタウンページ」シリーズ1・2

### ラジオCM
- SHARP「Doccimo」
- UCC「BREAK」

### 映画
- 「オペレッタ狸御殿」（監督:鈴木清順、2005年5月公開）